# Cmentarz żydowski w Brańsku
Cmentarz żydowski w Brańsku – został założony w 1820 roku. Do naszych czasów zachowało się kilkadziesiąt macew, z których tylko część stoi na swoim pierwotnym miejscu. Najstarsza zachowana macewa pochodzi z 1839. Z nagrobków znajdujących się na cmentarzu 76 zachowało się tu po wojnie, zaś 110 zostało w 1988 odzyskanych na terenie miasta, gdzie służyły za chodniki. Oprócz nich na cmentarzu znajduje się zbiorowa mogiła ofiar Holokaustu oznaczona stosownym pomnikiem. Poza tym na cmentarzu znajdują się resztki dwóch oheli i wiele przyziemnych części nagrobków. Cmentarz dzieli się na cześć starszą używaną w latach 1820-1870 i nowszą używaną w latach 1870-1942.